# Pinargözü Mağarası
Pinargözü Mağarası – jaskinia krasowa w południowo-zachodniej Turcji, w górach Taurus Zachodni.
W Pinargözü Mağarası występuje ciąg krętych korytarzy, bogata szata naciekowa oraz przepływający potok tworzący serię kaskad z wodospadami.